# Tomasz Szyszko
Tomasz Szyszko (ur. 22 grudnia 1960 w Koninie) – polski polityk, menedżer, minister łączności w latach 2000–2001, poseł na Sejm I i III kadencji.

## Życiorys
Ukończył w 1986 studia na Wydziale Historycznym Uniwersytetu im. Adama Mickiewicza w Poznaniu. Pracował jako specjalista ds. inwestycji. Pełnił funkcję posła I kadencji wybranego z listy Wyborczej Akcji Katolickiej (z ramienia Zjednoczenia Chrześcijańsko-Narodowego) w okręgu konińsko-sieradzkim. Potem prowadził własną działalność gospodarczą. Z listy Akcji Wyborczej Solidarność po raz drugi sprawował mandat poselski w latach 1997–2001.
Od marca 2000 do lipca 2001 był ministrem łączności w rządzie Jerzego Buzka. Związany był krótko z Przymierzem Prawicy. W 2001 wycofał się z działalności politycznej.